# Galatasaray (volley-ball féminin)
Maillots
Galatasaray est un club de volley-ball turc, section du club omnisports du Galatasaray Spor Kulübü, fondé en 1922 et basé à Istanbul, évoluant pour la saison 2020-2021 en Misli.com Sultanlar Ligi.

## Palmarès
- Championnat de Turquie
  - Finaliste : 1988, 1989, 2017.
- Coupe de la CEV
  - Finaliste : 2012, 2016, 2021.
- Coupe de Turquie
  - Finaliste : 2012.
- Supercoupe de Turquie
  - Finaliste : 2012.

## Entraîneurs successifs
- 2008-2011  Gökhan Edman
- 2011-2012  Dragan Nešić
- 2012-2015  Massimo Barbolini
- 2015- ...       Ataman Güneyligil

## Effectifs

### Saison 2020-2021
| No                                      | Nom                                     | Date de naissance                       | Taille                         | Poids                          | Poste                          |
| --------------------------------------- | --------------------------------------- | --------------------------------------- | ------------------------------ | ------------------------------ | ------------------------------ |
| 2                                       | İlkin Aydın                             | 5 janvier 2000                          | 183                            | 67                             | Réceptionneuse-attaquante      |
| 3                                       | Gizem Karadayı                          | 14 janvier 1987                         | 178                            | 70                             | Libero                         |
| 4                                       | Elif Su Eriçek                          | 16 février 2002                         | 184                            | 72                             | Réceptionneuse-attaquante      |
| 5                                       | Ergül Avcı                              | 24 juillet 1987                         | 192                            | 75                             | Centrale                       |
| 6                                       | Derya Çayırgan                          | 9 octobre 1987                          | 168                            | 57                             | Libero                         |
| 7                                       | Çağla Akın                              | 19 janvier 1995                         | 177                            | 61                             | Passeuse                       |
| 8                                       | Selin Arifoğlu                          | 18 août 1992                            | 185                            | 70                             | Centrale                       |
| 9                                       | Sezen Keşkekoğlu                        | 10 octobre 2001                         | 183                            | 72                             | Centrale                       |
| 10                                      | Güldeniz Önal                           | 25 mars 1986                            | 182                            | 67                             | Réceptionneuse-attaquante      |
| 11                                      | Nilay Karaağaç                          | 24 octobre 1985                         | 179                            | 62                             | Passeuse                       |
| 13                                      | Ece Emrullah                            | 19 août 2002                            | 189                            | 73                             | Centrale                       |
| 14                                      | Tatiana Kocheleva                       | 23 décembre 1988                        | 191                            | 67                             | Réceptionneuse-attaquante      |
| 16                                      | Sude Hacımustafaoğlu                    | 25 mars 2002                            | 179                            | 76                             | Réceptionneuse-attaquante      |
| 17                                      | Olesia Rykhliuk                         | 11 décembre 1987                        | 194                            | 70                             | Attaquante                     |
| 18                                      | Beren Yeşilırmak                        | 1er juin 2005                           | 177                            | 61                             | Attaquante                     |
|                                         |                                         |                                         |                                |                                |                                |
| Encadrement technique                   | Encadrement technique                   |                                         | Légende                        | Légende                        | Légende                        |
| Entraîneur : Ataman Güneyligil          | Entraîneur : Ataman Güneyligil          | Entraîneur : Ataman Güneyligil          | : Capitaine                    | : Capitaine                    | : Capitaine                    |
| Entraîneur(s) adjoint(s) : Cihan Çintay | Entraîneur(s) adjoint(s) : Cihan Çintay | Entraîneur(s) adjoint(s) : Cihan Çintay | : Joueuse blessée actuellement | : Joueuse blessée actuellement | : Joueuse blessée actuellement |